# Qahhor Mahkamov
Qahhor Mahkamovitch Mahkamov (em russo: Кахар Махкамович Махкамов, em tadjique: Қаҳҳор Маҳкамов; ortografia alternativa Kahar Mahkamov; 16 de abril de 1932 – 8 de junho de 2016) foi um político tadjique que serviu como primeiro secretário do Partido Comunista do Tajiquistão de 1985 a 1991 e foi o primeiro presidente do Tajiquistão de novembro de 1990 até sua queda na  tentativa de golpe de agosto de 1991.

## Primeiros anos
Mahkamov nasceu em uma família da classe trabalhadora na cidade de Cujanda, no norte, em 16 de abril de 1932. Ele se formou na _Dushanbe Industrial Technicom_ em 1949 e no Instituto de Mineração de Leningrado em 1952 com um diploma em engenharia. Ele trabalhou como professor, engenheiro-chefe e diretor de uma mina em Isfara. Em 1957, ele se tornou membro do Partido Comunista da União Soviética e rapidamente abriu caminho para os altos escalões do Partido Comunista do Tajiquistão, tornando-se chefe do prestigiado Comitê dos Representantes dos Trabalhadores de Leninabad. Em 1963, Mahkamov foi nomeado para o Comitê Central do Partido Comunista do Tajiquistão e de 1963 a 1982 foi Chefe do Planejamento Central e Vice-Diretor do Gabinete dos Ministros do Tajiquistão, um dos cargos mais poderosos da república.

## Líder do Tajiquistão
Em 1985, Rahmon Nabiyev foi deposto do cargo de Primeiro Secretário do Partido Comunista do Tajiquistão na sequência de um escândalo de corrupção e Mahkamov foi escolhido para sucedê-lo. O mandato de Mahkamov foi um dos mais turbulentos da história da república. Sua ascensão ao poder coincidiu com a de Mikhail Gorbatchov e o advento da Perestroika e da Glasnost. Durante o período no poder de Mahkamov, o Tadjiquistão viu uma onda de nacionalismo, que culminou na aprovação da "Lei da Língua" de 1989, que designou o tadjique como a língua oficial da república. Esta lei provocou medo entre a população não-centroasiática, especialmente entre as minorias étnicas russas, judias e alemãs, que levou a um êxodo destes povos das terras tajiques.
A maior ameaça ao poder de Mahkamov ocorreu durante os tumultos de fevereiro de 1990 em Duxambé, que abalaram a capital. Jovens tadjiques entraram em confronto com não-tadjiques e batalhas foram travadas nas ruas da capital entre manifestantes, policiais e soldados, resultando em dezenas de mortes. Mahkamov supervisionou uma repressão aos fundamentalistas islâmicos e um longo toque de recolher foi instituído. Ele serviu como presidente do Presidium do Soviete Supremo do Tajiquistão (chefe de estado) de 12 de abril a 30 de novembro de 1990. Como parte das reformas políticas que Gorbatchov estava instituindo, o Soviete Supremo da República Socialista Soviética Tajique nomeou Mahkamov o primeiro Presidente do Tajiquistão em 30 de novembro de 1990. A derrocada de Mahkamov do poder ocorreu em agosto de 1991, quando ele apoiou o fracassado golpe de agosto tentado pela linha-dura em Moscou. Os manifestantes foram às ruas e exigiram a saída de Mahkamov do poder e, em 31 de agosto de 1991, ele renunciou aos cargos de presidente e primeiro secretário. Mahkamov então se aposentou da política e ficou à margem durante a instabilidade política que se seguiu e a Guerra Civil do Tajiquistão.

## Últimos anos
Em 2000, Mahkamov foi nomeado membro da Assembleia Nacional do Tajiquistão por ordem do presidente Emomali Rahmonov. Ele morreu em 8 de junho de 2016 aos 84 anos, após sofrer uma longa doença.